# Tegipiolus pachypus
Tegipiolus pachypus is een hooiwagen uit de familie Zalmoxioidae.